# Startup
|  | Aquest article tracta sobre població de l'Estat de Washington als EUA. Si cerqueu al concepte empresarial, vegeu «Empresa emergent». |

Startup és una concentració de població designada pel cens dels Estats Units a l'estat de Washington. Segons el cens del 2000 tenia 817 habitants.

## Demografia
Segons el cens del 2000, Startup tenia 817 habitants, 332 habitatges, i 227 famílies. La densitat de població era de 80,7 habitants per km².
Dels 332 habitatges en un 24,4% hi vivien nens de menys de 18 anys, en un 49,1% hi vivien parelles casades, en un 10,2% dones solteres, i en un 31,6% no eren unitats familiars. En el 25,9% dels habitatges hi vivien persones soles el 7,8% de les quals corresponia a persones de 65 anys o més que vivien soles. El nombre mitjà de persones vivint en cada habitatge era de 2,46 i el nombre mitjà de persones que vivien en cada família era de 2,89.
Per edats la població es repartia de la següent manera: un 22,8% tenia menys de 18 anys, un 7,3% entre 18 i 24, un 29,1% entre 25 i 44, un 25,8% de 45 a 60 i un 14,9% 65 anys o més.
L'edat mediana era de 39 anys. Per cada 100 dones de 18 o més anys hi havia 114,6 homes.
La renda mediana per habitatge era de 40.227 $ i la renda mediana per família de 45.000 $. Els homes tenien una renda mediana de 42.250 $ mentre que les dones 21.367 $. La renda per capita de la població era de 18.049 $. Aproximadament el 9,9% de les famílies i el 13,6% de la població estaven per davall del llindar de pobresa.

## Poblacions més properes
El següent diagrama mostra les poblacions més properes.